# Eigersund
58°27′06″N 06°00′09″Ø / 58.45167°N 6.00250°Ø
Eigersund er en kommune i Rogaland fylke i den sydvestlige del af Norge. Den grænser i vest til Hå kommune, i nord til Bjerkreim, Sirdal (Vest-Agder) og Lund, og i øst til Sokndal. Området kommunen ligger i hedder Dalane.
Navnet Eigersund kommer fra det norrøne Eikundarsund, sundet mellem egetræer. Administrationscenteret i kommunen hedder Egersund, byen har en befolkning på omkring 10.000 indbyggere. Den er kendt som sørlandsbyen på Vestlandet, da den ikke bare er den sydligste by i Rogaland, men også har gamle træhuse og nær tilknytning til Sørlandet.
Der var en afstemning i begyndelsen af 2000-tallet om kommunen skulle skifte navn til det samme som byen Egersund hvor 60 % stemte for, men den daværende borgmester Marit Myklebust valgte at se bort fra afstemningen, så navnet forblev det samme.

## Geografiske forhold
- Eigersund kommune består af fastlandet og den beboede ø Eigerøy. Kommunen fik sine nuværende grænser 1. januar 1965 efter kommunesammenlægningen af Egersund, Eigersund, Helleland og dele af Heskestad. Eigersund strækker sig langs kysten fra Hå til Sokndal og ind i landet, helt til fylkesgrænsen med Vest-Agder.
- Landarealet er 429,6 km², og kommunen har en kystlinje på 107 km.
- Kommunen består ved kysten af lavland med bare og afrundede bjerge og sparsom vegetation, bortset fra rundt om Egersund og småbyerne Hellvik og Helleland, hvor Egersund træplantingsselskab har plantet træer i over 100 år. I nordøst findes højder på 650–850 moh., men i sydvest er toppene lavere, og ligger på ca. 250–350 moh. Højeste fjeld i kommunen er Store Skykula (906 m) nord for Gyadalen.

- Sydvest for Egersund, ud for Eigerøy, ligger et såkaldt amfidromisk punkt, dvs. et nulpunkt i havet i forhold til tidevandet. Tidevand fra to forskellige retninger, nemlig den Engelske Kanal og nord for Skotland, mødes her og neutraliserer hinanden. Resultatet er at der ikke er forskel på ebbe og flod i Egersund. Langs kysten af Vestlandet og Sørlandet er der på grund af dette heller ikke store tidevandsforskelle.

Egersund har færgeforbindelse til Hanstholm i Danmark, som drives af Fjord Line. Tidligere var der færgeforbindelse med Hirtshals.
Vestlandets første jernbane, togforbindelsen mellem Egersund og Stavanger (Jærbanen) blev åbnet 27. februar 1878.
Trollpikken, en fallosformet stenformation, står ca. 3 km øst for Eigersund centrum.

## Personer fra Eigersund
- Peder Claussøn Friis († 1614), topograf/forfatter
- Michael Birkeland († 1896), historiker og rigsarkivar
- Anna Bugge-Wicksell, diplomat († 1928)[1]
- Egil A. Egebakken (1943-), billedkunstner[2]
- Gunnar Kvassheim (1953-), politiker (V), stortingsrepræsentant
- Jette F. Christensen (1983-), politiker, stortingsrepræsentant